# ASC De Volewijckers in het seizoen 1964/65
Het seizoen 1964/1965 was het 11e jaar in het bestaan van de Amsterdamse betaaldvoetbalclub De Volewijckers. De club kwam uit in de Eerste divisie en eindigde daarin op de negende plaats. Tevens deed de club mee aan het toernooi om de KNVB Beker, hierin werd in de tweede ronde verloren van Wageningen (1–2).

## Wedstrijdstatistieken

### Eerste divisie
|       | Alkmaar '54 | Blauw-Wit | DHC   | Eindhoven | Elinkwijk | Enschedese Boys | Excelsior | Holland Sport | N.E.C. | RBC   | Veendam | Velox | Volendam | VVV   | Willem II |
| ----- | ----------- | --------- | ----- | --------- | --------- | --------------- | --------- | ------------- | ------ | ----- | ------- | ----- | -------- | ----- | --------- |
| Thuis | 4 – 0       | 1 – 1     | 3 – 3 | 1 – 1     | 2 – 0     | 1 – 1           | 1 – 1     | 1 – 1         | 4 – 2  | 0 – 5 | 2 – 2   | 1 – 1 | 2 – 1    | 1 – 1 | 4 – 1     |
| Uit   | 2 – 1       | 3 – 3     | 1 – 0 | 2 – 4     | 2 – 1     | 4 – 1           | 1 – 1     | 4 – 2         | 3 – 2  | 2 – 0 | 2 – 2   | 0 – 3 | 3 – 2    | 0 – 2 | 1 – 0     |

### KNVB beker
| 1e ronde                                              | Xerxes                   | 1 – 2 (1 – 1, 1 – 1) Na verlenging | De Volewijckers                 |
| 4 oktober 1964 Plaats: Rotterdam Het Kasteel          | Chiel Jansen 30'         |                                    | 22' Cees Kick 93' Piet Boogaard |
| 2e ronde                                              | Wageningen               | 2 – 1 (0 – 1)                      | De Volewijckers                 |
| 6 december 1964 Plaats: Wageningen De Wageningse Berg | Joop van Viegen 57', 65' |                                    | 38' Peter de Ruiter             |

## Statistieken De Volewijckers 1964/1965

### Eindstand De Volewijckers in de Nederlandse Eerste divisie 1964 / 1965
| Stand | Gespeeld | Gewonnen | Gelijk | Verloren | Punten | Doelpunten voor | Doelpunten tegen |
| ----- | -------- | -------- | ------ | -------- | ------ | --------------- | ---------------- |
| 9e    | 30       | 8        | 12     | 10       | 28     | 52              | 51               |

### Topscorers
| #      | Naam            | Goal |
| ------ | --------------- | ---- |
| 1.     | Piet Boogaard   | 15   |
| 2.     | Johan Engelsma  | 10   |
| 2.     | Wout Schaft     | 10   |
| 4.     | Hans Reuser     | 6    |
| 5.     | Cees Kick       | 3    |
| 6.     | Joop Balsing    | 2    |
| 6.     | Henk Looijen    | 2    |
| 8.     | Henk Ellens     | 1    |
| 8.     | Gerrie Kaspers  | 1    |
| 8.     | Dirk de Ruiter  | 1    |
| 8.     | Peter de Ruiter | 1    |
| Totaal | Totaal          | 52   |

| #      | Naam            | Goal |
| ------ | --------------- | ---- |
| 1.     | Piet Boogaard   | 1    |
| 1.     | Cees Kick       | 1    |
| 1.     | Peter de Ruiter | 1    |
| Totaal | Totaal          | 3    |

## Voetnoten
Alkmaar '54 ·
Blauw-Wit ·
DHC ·
Elinkwijk ·
Enschedese Boys ·
Eindhoven ·
Excelsior ·
Holland Sport ·
N.E.C. ·
RBC ·
Veendam ·
Velox ·
Volendam ·
De Volewijckers ·
VVV ·
Willem II